# Oost-Cappel
Oost-Cappel é uma comuna francesa na região administrativa de Altos da França, no departamento do Norte. Estende-se por uma área de 3.99 km². Em 2010 a comuna tinha 473 habitantes (densidade: 118,5 hab./km²).